# 寺尾進
寺尾 進（てらお すすむ、1890年（明治23年）8月30日 - 1958年（昭和33年）11月21日）は、日本の商工官僚。実業家。

## 経歴
千葉県印旛郡佐倉町（現在の佐倉市）に大西述の二男として生まれ、寺尾亨の養子となった。1914年（大正3年）、高等文官試験に合格し、翌年に東京帝国大学法科大学独法科を卒業した。農商務属、保険事務官、臨時産業調査局事務官、特許局事務官、農商務大臣秘書官、農商務書記官・工務課長、商工書記官・貿易課長、同取引課長、同大臣官房会計課長、製鉄所理事・販売部長、商工省貿易局長、同商務局長を歴任し、1936年（昭和11年）に退官した。翌年、復職し貿易局長官に就任した。
その後、1941年から帝国石油株式会社の副総裁を務めた。

## 家族
- 実父・大西述 ‐ 佐倉藩士。[5][6]
- 養父・寺尾亨
- 長兄・大西安世 ‐ 述の長男。音楽教師。明治37年に東京音楽学校予科に入学、 同41年に本科器楽部を卒業し（山田耕作、本居長世と同窓）、石川県師範学校の音楽教員を経て、昭和8年に渡台し台北高等学校 (旧制)、高等女学校の講師をしながら台北オーケストラソサエテイの指揮者を務めた。[7]
- 次兄・大西古筑 ‐ 述の二男。栃木農学校教諭。東京帝国大学農科大学農学科実科卒。[5][8]
- 妻・須和 ‐ 長崎、柴田悌の姉[6]